# Scary Movie 4
Scary Movie 4 är en amerikansk komedifilm från 2006. Filmen är den fjärde i Scary Movie-serien. Den är regisserad av David Zucker efter manus av Jim Abrahams, Craig Mazin och Pat Proft. Filmen hade först premiär i Danmark 12 april 2006 och 14 april i Sverige och USA.

## Handling
Anna Faris och Regina Hall spelar återigen de älskvärda dumbommarna Cindy Campbell och den sexgalna Brenda Meeks. I den fjärde filmen förenas de med Craig Bierko som den trevliga men oförstående Tom Ryan. Tillsammans kämpar de för att rädda världen från en hänsynslös utomjordisk invasion. Cindy flyttar in till en gammal dam för att kunna ta hand om henne. I och med det blir hon granne med Tom. Senare upptäcker hon att huset är hemsökt av en liten pojke och hon ger sig iväg för att hitta hans mördare och förstå vad som låg bakom mordet. Samtidigt invaderas jorden av utomjordingar och Cindy måste finna pojkens mördare för att kunna stoppa dem.

## Parodier
Filmen gör parodi på följande filmer:
- Saw och Saw II
- The Village
- The Grudge och The Grudge 2
- Världarnas krig
- Million Dollar Baby
- Brokeback Mountain
- Hustle & Flow

## Rollista (i urval)
- Anthony Anderson – Mahalik
- Link Baker – Zoltar
- Craig Bierko – Tom Ryan
- Conchita Campbell – Rachel Ryan
- DeRay Davis – Marvin
- Kathryn Dobbs – Skolfröken
- Carmen Electra – Holly
- Chingy – Sig själv
- Chris Elliot – Ezekiel
- Anna Faris – Cindy Campbell
- Regina Hall – Brenda Meeks
- Kevin Hart – C.J.
- Lil' Jon – Sig själv
- Fabolous – Sig själv
- James Earl Jones – Sig själv
- Don King – Sig själv
- Cloris Leachman – Fru Norris
- Michael Madsen – Oliver
- Henry Mah – Herr Koji
- Garrett Masuda – Spökpojken
- Dr. Phil McGraw – Sig själv
- Beau Mirchoff – Robbie Ryan
- Edward Moss – Michael Jackson
- Leslie Nielsen – President Baxter Harris
- Patrice O'Neal – Rasheed
- Shaquille O'Neal – Sig själv
- Bill Pullman – Henry Hale
- John Reardon – Jeremiah
- Simon Rex – George Logan
- Molly Shannon – Marilyn
- Charlie Sheen – Tom Logan
- Rorelee Tio – Yoko
- Chris Williams – Marcus
- Debra Wilson – Oprah